# Key West (město)

Florida a oblast Key West

Key West je nejjižnější město kontinentálních Spojených států amerických, jež se nachází na stejnojmenném ostrově na jižním výběžku státu Florida. Je to sídelní město okresu Monroe.
Město leží 207 km od floridského Miami a 170 km od kubánského hlavního města Havany. Nejbližší bod na kubánské pevnině je od Key West vzdálen pouhých 81 námořních mil (150 km) přes Floridský průliv.
Key West je námořní přístav, který je cílem mnoha výletních lodí plujících po Karibiku. Město je významným turistickým centrem, a je zde proto řada hotelů a dalších turistických zařízení. Významné je i letiště (Key West International Airport). Pod Key West spadá i základna námořního letectva USA (Naval Air Station Key West).

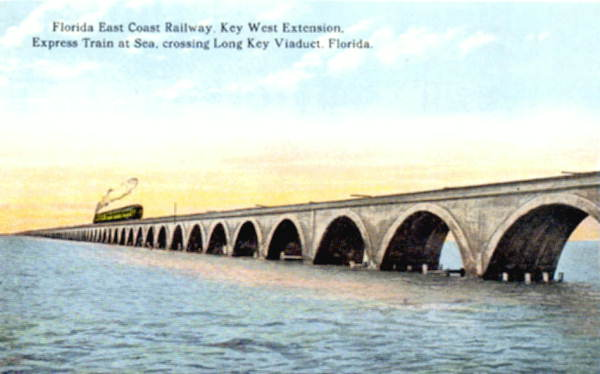
Vlak na trati Overseas Railroad, která spojila Key West s pevninou

V roce 1822 ostrov jako strategické místo obsadilo válečné námořnictvo Spojených států a učinilo z něj základnu protipirátských aktivit. Z té doby se traduje jeho přezdívka „Gibraltar Karibiku.“ To se dá považovt za počátky města.
Do počátku 20. století bylo Key West ostrovním městečkem, vzdáleným téměř 200 km od americké pevniny. Velká část místní ekonomiky stála na aktivitách tzv. wreckers, kteří se živili nebezpečnou, ale výnosnou záchranou zboží z potopených plavidel. Velký rozkvět mu přinesla železnice, překonávající po mnoha mostech vzdálenosti mezi ostrovy Florida Keys. Obrovským nákladem ji vybudovala společnost Florida East Coast Railway, v jejímž čele stál Henry Flagler. První vlak přijel do Key West 22. ledna 1912.
V září 1935 však železnici významně poničil hurikán o rychlosti přes 300 km/h. Trať již nebyla obnovena. Těleso dráhy koupil stát Florida a přestavěl jej na dvouproudou silnici US 1, která byla zprovozněna roku 1938.